# Rhyacophila ferox
Rhyacophila ferox là một loài Trichoptera trong họ Rhyacophilidae. Chúng phân bố ở miền Cổ bắc.